# Gerda Henning
Gerda Henning (født 2. marts 1891 på Frederiksberg, død 26. juni 1951 i København) var en dansk væver og kunsthåndværker. Hendes forældre var grosserer Heinrich Martin Christian Heydorn og Adelaide Amondsen. Hun giftede sig 26. februar 1918 med billedhuggeren Gerhard Henning (1880-1967).
Gerda Henning er sammen med Gerhard Henning begravet på Holmens Kirkegård, København.

## Uddannelse
- Statens Tegnelærerkursus
- 1910-1917 Porcelænsmaler, Den Kongelige Porcelainsfabrik

## Kunstnerisk virke
Gerda Henning udviklede sig til at blive een af Danmarks førende tekstilkunstnere.
Efter tiden som porcelænsmaler på Den Kongelige Porcelænsfabrik påbegyndte hun arbejde med forfinede silkebroderier, og siden udførte hun efter inspiration fra mellemeuropæisk folkekunst silkevævninger med figurer som forenklede geometriske ornamenter på billedfladen. På Den Kongelige Porcelænsfabrik havde hun mødt sin kommende ægtemand, Gerhard Henning. De udviklede et kunstnerisk fællesskab, hvor hun bidrog med farvelægning af en del af hans værker, idet han var farveblind, ligesom han samarbejdede med Gerda Henning om hendes figurlige kompositioner.
Gerda Henning oprettede i 1922 eget værksted og arbejdede i forskelligartede teknikker. Her udviklede hun sine kunstneriske muligheder til også at omfatte vævning med grovere materialer. Efterhånden indledte hun samarbejde med flere vævere og arkitekter om udsmykningsarbejder. Arkitekterne Kaare Klint og Mogens Koch tegnede geometriske mønstre for hende, og i 1925 samarbejdede hun med Kaare Klint om gulvtæppet til Thorvaldsens Museums direktionsværelse. Væveren Ea Koch var elev hos hende 1924-1926, og væveren Lis Ahlmann blev hendes medarbejder, formentlig ved arbejdet med gulvtæppet til bryllupssalen på Københavns Rådhus 1931-1933. Gulvtæppet, en flosvævning, blev vævet i tre baner for siden at blive syet sammen. Lis Ahlmann havde været elev hos Gerda Henning og arbejdede videre som udlært væver, hvorefter hun oprettede sin egen vævestue.
I 1927 blev Gerda Henning leder af væveskolen med tilknytning til Kunstindustrimuseet. Skolen blev i 1930 lagt ind under Kunsthåndværkerskolen, og Gerda Henning fulgte med som lærer. De større opgaver for hende som kunsthåndværker fortsatte samtidig med at vise sig: I 1927 vævede hun et rundt gulvtæppe i uld og hør til Frederiksborg Slot, og hun leverede i 1931 betræk til Kvinderegensens møbler, tegnet af møbelarkitekt Rigmor Andersen.
I 1929 og 1936 havde hun store separatudstillinger på Kunstindustrimuseet.
Gerda Henning fik 1949 en bestilling på to gobeliner til Folketingssalen på Christiansborg, finansieret af Ny Carlsbergfondet. Arbejdet blev imidlertid aldrig gennemført på grund af Gerda Hennings død. Væveren Vibeke Klint kom i 1949 til Gerda Hennings væveværksted, og efter hendes død videreførte Vibeke Klint traditionen med de høje krav til materiale og teknik, som var kommet til at danne skole for mange af landets bedste vævere.

## Værker i offentlig eje
- 1925 Thorvaldsens Museum, direktionsværelset: Vævet gulvtæppe
- 1931 Frederiksborg Slot: Vævet rundt gulvtæppe
- 1931-1933 Københavns Rådhus, bryllupssalen: Gulvtæppe og forhæng
- Kunstindustrimuseet, studiesamlingen: Arbejdsprøver og modeller til værker
- Rohsska Konstslöjdmusseet, Göteborg
- Erhvervet 1981, ARoS: Stof, brokadevævning, 145x288 cm[5]

## Organisatorisk virke
- 1927-1930 Leder af væveskolen, tilknyttet Kunstindustrimuseet
- Fra 1930 Lærer på væveskolen, Kunsthåndværkerskolen

## Legater og hæderspriser
- 1922 Hirschsprungs Legat
- 1927 Alexander Foss´ Legat
- 1946 Tagea Brandts Rejselegat[6]

## Udstillinger
- 1925 Foreningen for kunsthåndværk, Paris
- 1929 Kunstindustrimuseet, separat
- 1936 Kunstindustrimuseet, separat
- 1952 Kunstindustrimuseet, mindeudstilling[6]